# ザ・リッツ・カールトン東京

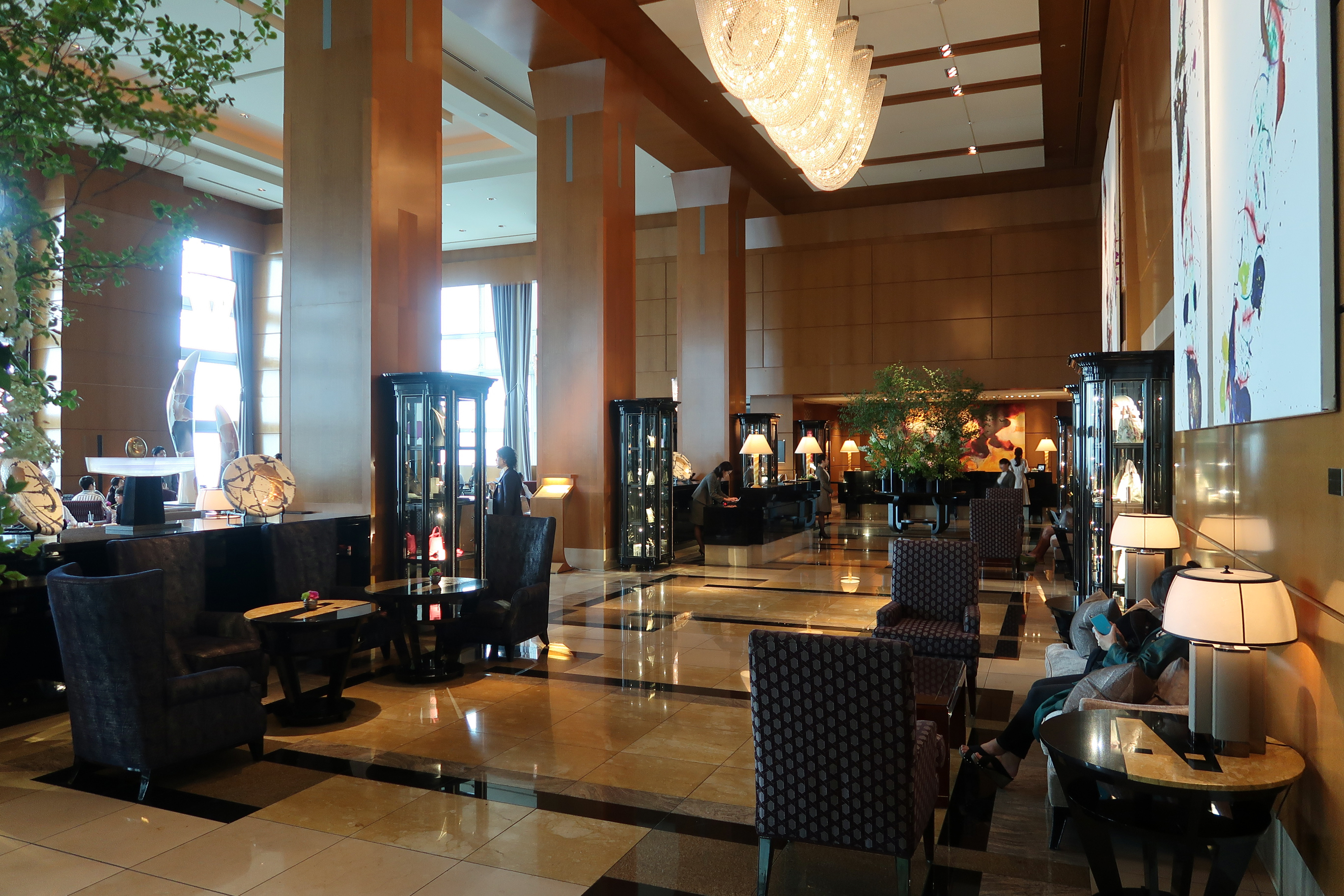
ロビー

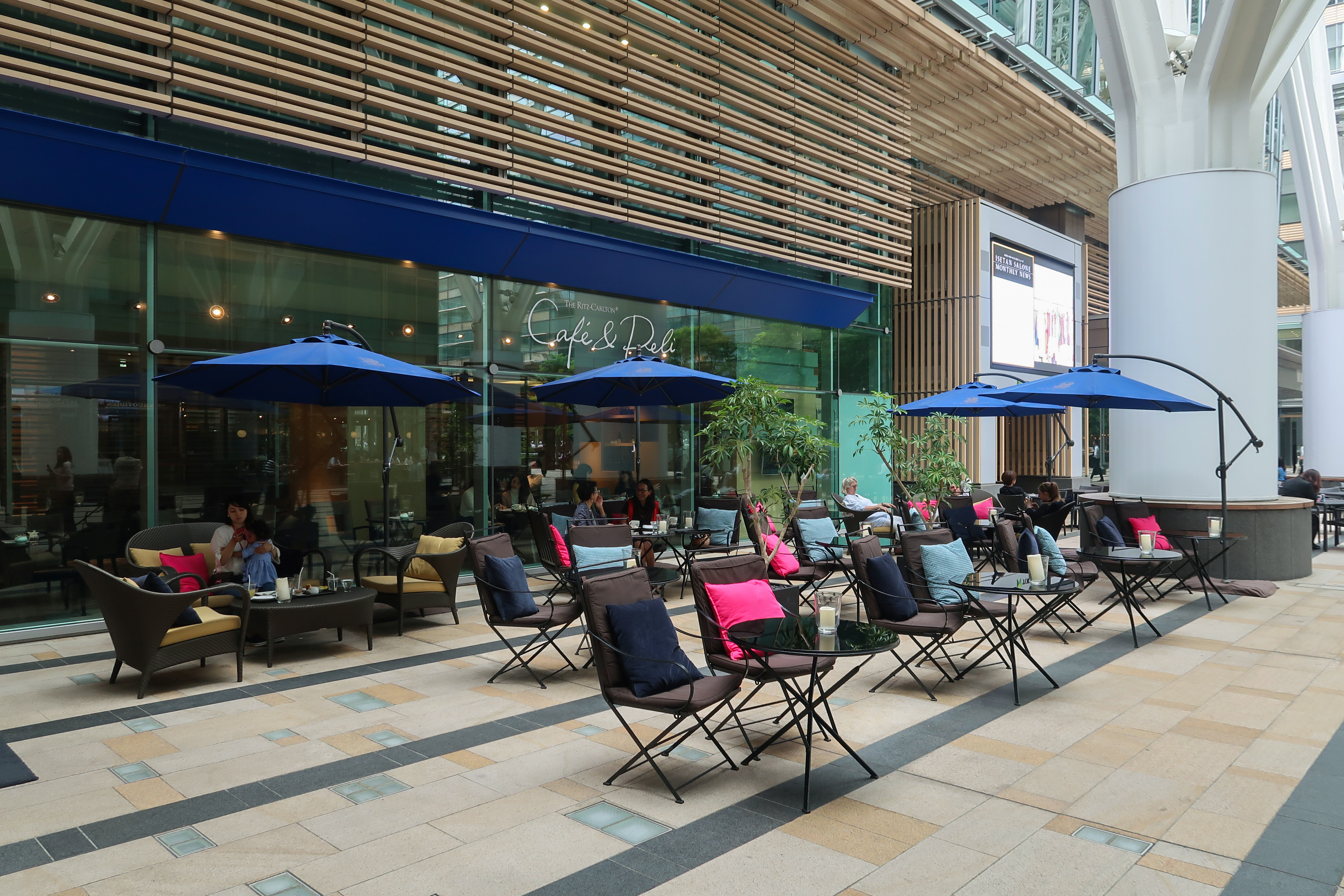
カフェ

ザ・リッツ・カールトン東京（ザ・リッツ・カールトンとうきょう、英語: The Ritz-Carlton Tokyo）は、東京都港区赤坂9丁目に位置するミッドタウン・タワーに所在する高級ホテルである。ザ・リッツ・カールトングループの施設のひとつである。

## 概要
2007年（平成19年）3月30日、同ホテルが入る東京ミッドタウンと同時に開業し、当時東京都内で最高層のビルとなったミッドタウン・タワーの1階から2階、及び高層階の45階から53階までを占めている。低層階には婚礼・宴会施設が設けられ、フロント、ロビー、レストランは45階、客室は47階以上に設置、46階にはフィットネス・スパ施設がある。
客室の面積は標準クラスでも52平米あり、最上位の「ザ･リッツカールトンスイート」は300平米で一泊の料金は210万円となっている。52 - 53階のザ・リッツ・カールトン・クラブフロアには専用のラウンジがあり、コンシェルジュが常駐している。通常、マリオットのプラチナエリート以上の会員はクラブラウンジを無料で利用できるが、リッツカールトンにおいてはプラチナエリート会員でも利用できない。

## 施設

### フィットネス、スパ
- ザ・リッツ・カールトン スパ & フィットネス by ESPA

### レストラン&バー
- エリタージュバイケイコバヤシ（フランス料理）
2010年の開業当時は「アジュール　フォーティーファイブ」でフランス料理を提供し、2024年1月28日まで営業。同年1月29日同場所で小林圭による監修のフランス料理店を開業した。
- タワーズ（ビストロノミー）
2010年の開業当時は「タワーズグリル」でアメリカングリル料理を提供していたが、2015年4月28日に現名称に改称し、リニューアル[1]。その後はモダンビストロレストランとして営業していたが、2018年1月4日より改装休業。同年3月9日にコンテポラリーグリルとしてリニューアル。2021年11月1日よりフレンチとワインを気軽に愉しむビストロノミーレストランとしてリニューアル。
このホテルのオールデイダイニング。
上記の2軒は2010年に「フォーティーファイブ」を改装して誕生した。
- ひのきざか（日本料理）
懐石料理の他、寿司カウンター、天麩羅カウンター、鉄板焼カウンターを併設。
寿司コーナーは「ありた」、天婦羅コーナーは「しみず」、鉄板焼コーナーは「くたに」と個別の名称がついていたが、2014年12月4日より「ひのきざか」に一本化される[2]。
- ザ・ロビーラウンジ
- ザ・バー
- ラ・ブティック（チョコレート&ペストリー）
- ザ・リッツ・カールトン カフェ&デリ
45階に所在する他のレストランとは異なり、1階に位置している。

## サービス
- マルチリンガルスタッフ
- コンシェルジュサービス
- ベビーシッターサービス
- 24時間対応のプレス・ランドリー・ドライクリーニング サービス
- 24時間対応の靴磨きサービス
- 朝刊および夕刊の無料サービス

## 交通アクセス
- 六本木駅8番出口より直結
- 乃木坂駅3番出口より徒歩約3分

## テレビ番組
- 日経スペシャル ガイアの夜明け 究極のサービスを目指せ（2007年5月1日、テレビ東京）[3]。- 究極のサービスを目指す企業の舞台裏を取材。